# Hatta-Zahl
Die Hatta-Zahl (Ha) ist eine dimensionslose Kennzahl aus dem Bereich der chemischen Makrokinetik. Sie beschreibt das Zusammenwirken von Stofftransportphänomenen und reiner Reaktionskinetik (Mikrokinetik) für Flüssig-Flüssig- oder Gas-Flüssig-Systeme. Das Pendant zur Hatta-Zahl aus der Heterogenen Katalyse (Gas-Fest oder Flüssig-Fest) ist der Thiele-Modul.
Allgemein definiert man die Hatta-Zahl als
{\displaystyle Ha={\frac {\text{Reaktionsgeschwindigkeit ohne Stofftransporthemmung}}{\text{reine Stoffübergangsgeschwindigkeit}}}}.
In der Literatur findet man oft folgende Definition:
{\displaystyle Ha=\delta {\sqrt {\frac {k_{mn}C_{1}^{*n-1}}{D_{A}}}}}
Oder ausführlicher:
{\displaystyle Ha={\frac {1}{k_{L}}}{\sqrt {{\frac {2}{m+1}}D_{A}k_{mn}C_{A}^{*m-1}C_{B_{0}}^{n}}}}
mit
{\displaystyle k_{L}={\frac {D_{A}}{\delta }}}
Für eine einfache Reaktion 1. Ordnung vereinfacht sich die Hatta-Zahl zu der oftmals verwendeten, verkürzten Form:
{\displaystyle Ha=\delta {\sqrt {\frac {k}{D_{A}}}}},
- {\displaystyle \delta } Schichtdicke der Grenzschicht,
- {\displaystyle k_{mn}} Geschwindigkeitskonstante der Reaktion,
- {\displaystyle k_{L}}Stofftransportgeschwindigkeit der Komponente A
- {\displaystyle C_{A}^{*}} Konzentration der Komponente A an der Phasengrenzfläche
- {\displaystyle m} Reaktionsordnung von Komponente A
- {\displaystyle n} Reaktionsordnung von Komponente B
- {\displaystyle D_{A}} Diffusionskoeffizient der Komponente A in der fluiden Phase (Erklärung unten im Text).

## Klassifikation von mehrphasigen Reaktionen
Mit Hilfe der Hatta-Zahl lassen sich Reaktionen, denen Stofftransportvorgänge vorgelagert sind oder die mit Stofftransportvorgängen gekoppelt sind, klassifizieren. Beispiele sind die Chemische Absorption oder mehrphasige Reaktionen.
Zunächst betrachtet man eine Grenzschicht zwischen zwei Phasen (Flüssig-Flüssig oder Gas-Flüssig). Das Konzentrationsprofil der diffundierenden Komponente lässt sich mit dem Zweifilm-Modell (nach Lewis und Whitman) beschreiben.
Die Hatta-Zahl gibt nun das Verhältnis der Reaktionsgeschwindigkeit in der Reaktionsphase zur Stofftransportgeschwindigkeit durch die Phasengrenze in die Reaktionsphase an.
Man unterscheidet mehrere Fälle:
- Langsame Reaktion

Dieser Fall gilt für einen Wert der Hatta-Zahl kleiner 0,3.
Die Reaktion ist viel langsamer als der Stoffübergang. Die Reaktion findet nur in der Reaktionsphase statt.
Die Reaktion übt keine Wechselwirkung mit dem Stoffübergang aus.
- Mittlere Reaktion

Dieser Fall gilt für einen Wert der Hatta-Zahl zwischen 0,3 und 3.
Die Reaktion ist in etwa so schnell wie der Stoffübergang. Ein Teil der diffundierenden Komponente reagiert bereits in der Grenzschicht.
- Schnelle Reaktion

Dieser Fall gilt für einen Wert der Hatta-Zahl größer 3.
Die Reaktion ist schneller als der Stoffübergang. Die diffundierende Komponente reagiert bereits in der Grenzschicht.
Das bedeutet, dass die Reaktion ständig die übergehende Komponente aus dem Grenzfilm entfernt. Das Konzentrationsprofil durch den Film ist nicht mehr gerade, sondern gebogen. Dies führt zu einer Beschleunigung des Stofftransports gegenüber dem nicht reaktiven Stoffübergang.
Der entsprechende Beschleunigungsfaktor, Verstärkungsfaktor genannt, hat den Wert
{\displaystyle E={\frac {Ha}{\tanh Ha}}}
- Momentane Reaktion

Dieser Fall liegt vor bei Ha≫3
Die Reaktion ist wesentlich schneller als der Stoffübergang. Die diffundierende Komponente reagiert bereits kurz nach dem Eintritt in die Grenzschicht innerhalb einer Ebene parallel zur Oberfläche. Die maximal erreichbare Reaktionsgeschwindigkeit ist durch die Diffusion des flüssigen Reaktionspartners zur Reaktionsebene limitiert. In der Nähe dieser Ebene sind die Eduktkonzentrationen gering, die Produktkonzentrationen sind hoch.

## Der Einfluss des Stoffübergangs auf die effektive Reaktionsgeschwindigkeit
Die verschiedenen Fälle aus dem obigen Abschnitt Klassifikation von mehrphasigen Reaktionen können anschaulich anhand einer Reaktion zwischen einem Gas und einer gelösten Komponente verdeutlicht werden. Dabei wird folgende Reaktionsgleichung als Basis verwendet:
{\displaystyle {\ce {A + B ->[k'] P}}}
Hierbei stellt die Komponente {\displaystyle {\ce {A}}} die Gasphase und Komponente {\displaystyle {\ce {B}}} die gelöste Komponente dar. Da die gelöste Komponente im Überschuss vorliegen soll, vereinfacht sich der Ausdruck der Reaktionsgeschwindigkeit wie folgt:
{\displaystyle r=k'\cdot c_{A,\infty }\cdot c_{B}=k\cdot c_{A,\infty }\,\,} mit {\displaystyle \,\,k=k'\cdot c_{B}}
Die Reaktion ist hinsichtlich {\displaystyle {\ce {A}}} demnach erster Ordnung. Es wird angenommen, dass zwischen der Gasphase und der Flüssigkeit keine Grenzschicht vorliegt, die den Stofftransport limitiert. Des Weiteren wird angenommen, dass zwischen der Phasengrenzfläche und dem Kern der flüssigen Phase eine Grenzschicht der Dicke {\displaystyle \delta } vorliegt. Damit ist die Basis für die Betrachtung verschieden schneller Reaktionen im Vergleich zum Stofftransport gegeben.

### Langsame Reaktion im Vergleich zum Stofftransport
Für den Fall einer langsamen Reaktion, im Vergleich zu dem Stofftransport von {\displaystyle {\ce {A}}} durch die Grenzschicht in der flüssigen Phase ({\displaystyle Ha<0{,}3}), findet die Reaktion quasi nur im Kern der flüssigen Phase statt. Der auf das gesamte Flüssigkeitsvolumen bezogene Stoffmengenstrom an {\displaystyle {\ce {A}}}, wird demnach durch das Erste Ficksche Gesetz beschrieben:
{\displaystyle J_{A}\cdot a=k_{L}\cdot a\cdot (c_{A}^{*}-c_{A,\infty })}
Wobei {\displaystyle J_{A}} für den Stoffmengenfluss an A, {\displaystyle a={\frac {A}{V}}} für die spezifische Austauschfläche mit der Einheit {\displaystyle m^{-1}}, {\displaystyle c_{A}^{*}} für die Konzentration von {\displaystyle {\ce {A}}} an der Phasengrenzfläche und {\displaystyle c_{A,\infty }} für die Konzentration von A im Kern der Flüssigkeit steht. Die linke Seite der Gleichung hat demnach die Einheit einer Reaktionsgeschwindigkeit. Werden der letzte Ausdruck und der Ausdruck für die Reaktionsgeschwindigkeit gleichgesetzt, kann ein Ausdruck für die unbekannte Konzentration {\displaystyle c_{A,\infty }} gefunden werden:
{\displaystyle k\cdot c_{A,\infty }=k_{L}\cdot a\cdot (c_{A}^{*}-c_{A,\infty })}
{\displaystyle c_{A,\infty }={\frac {k_{L}\cdot a\cdot c_{A}^{*}}{k+k_{L}\cdot a}}}
Mithilfe dieses Ausdrucks kann in der Gleichung für die Reaktionsgeschwindigkeit die unbekannte Konzentration {\displaystyle c_{A,\infty }} ersetzt werden und damit ein Ausdruck für die effektive Reaktionsgeschwindigkeit erhalten werden.
{\displaystyle r_{\text{eff}}=k\cdot {\frac {k_{L}\cdot a\cdot c_{A}^{*}}{k+k_{L}\cdot a}}={\frac {1}{{\frac {1}{k_{L}\cdot a}}+{\frac {1}{k}}}}\cdot c_{A}^{*}}

### Reaktion mittlerer Geschwindigkeit im Vergleich zum Stofftransport
Für den Fall einer mittleren Geschwindigkeit der Reaktion, im Vergleich zum Stofftransport von {\displaystyle {\ce {A}}} durch die Grenzschicht der flüssigen Phase ({\displaystyle 0{,}3<Ha<3}), findet die Reaktion bereits in der Grenzschicht statt. Um einen Ausdruck für die Konzentration von {\displaystyle {\ce {A}}} in der Grenzschicht zu erhalten, muss die Gleichung des Massenerhalts für das vorliegende Problem angepasst werden:
{\displaystyle {\frac {\partial c}{\partial t}}=-u\cdot {\frac {\partial c}{\partial x}}+D_{A}\cdot {\frac {\partial ^{2}c}{\partial x^{2}}}+\nu \cdot r\quad \Rightarrow \quad 0=D_{A}\cdot {\frac {\partial ^{2}c_{A}}{\partial x^{2}}}-k\cdot c_{A}}
Dabei wird ein stationärer Zustand angenommen, bei dem es keine Konvektion, sondern ausschließlich Diffusion gibt. Diese Differentialgleichung kann dahingehend umgeformt werden, dass die Ortskoordinate {\displaystyle x} relativ zur Dicke der Grenzschicht {\displaystyle \delta } verwendet wird, wodurch die Hatta-Zahl erhalten wird.
{\displaystyle 0={\frac {\partial ^{2}c_{A}}{\partial \left({\frac {x}{\delta }}\right)^{2}}}-{\frac {k}{D}}\cdot \delta ^{2}\cdot c_{A}\quad \Rightarrow \quad {\frac {\partial ^{2}c_{A}}{\partial \left({\frac {x}{\delta }}\right)^{2}}}-Ha^{2}\cdot c_{A}}
Wird diese Differentialgleichung mit den Randbedingungen {\displaystyle c_{A}\left({\frac {x}{\delta }}=0\right)=c_{A}^{*}} und {\displaystyle c_{A}\left({\frac {x}{\delta }}=1\right)=c_{A,\infty }} gelöst, kann folgende Gleichung für die Konzentration von {\displaystyle {\ce {A}}} in Abhängigkeit der relativen Position in der Grenzschicht erhalten werden:
{\displaystyle c_{A}={\frac {c_{A}^{*}\cdot \sinh \left(Ha\cdot (1-{\frac {x}{\delta }})\right)+c_{A,\infty }\cdot \sinh \left(Ha\cdot {\frac {x}{\delta }}\right)}{\sinh(Ha)}}}
Um auch hier wieder einen Ausdruck für die effektive Reaktionsgeschwindigkeit zu erhalten, wird erneut der, auf das gesamte Flüssigkeitsvolumen bezogene, Stoffmengenstrom an {\displaystyle {\ce {A}}} betrachtet. Da dieser Stoffmengenstrom durch die Grenzschicht hindurch geringer wird ({\displaystyle {\ce {A}}} reagiert ab) muss der Stoffmengenstrom genau an der Phasengrenzfläche betrachtet werden. Dafür wird das mit {\displaystyle a} erweiterte Erste Ficksche Gesetz verwendet.
{\displaystyle r_{\text{eff}}=(J_{A}\cdot a)_{x=0}=-a\cdot D_{A}\left.{\frac {\mathrm {d} c_{A}}{\mathrm {d} x}}\right|_{x=0}}
Wird der erhaltene Ausdruck für {\displaystyle c_{A}} abgeleitet und an der Stelle {\displaystyle x=0} in die vorheriger Gleichung eingesetzt, wird die effektive Reaktionsgeschwindigkeit erhalten:
{\displaystyle r_{\text{eff}}={\frac {Ha}{\tanh(Ha)}}\cdot k_{L}\cdot a\cdot c_{A}^{*}\cdot \left(1-{\frac {c_{A,\infty }}{c_{A}^{*}}}\cdot {\frac {1}{\cosh(Ha)}}\right)}
Dabei wurde die Definition des Stoffübergangskoeffizienten {\displaystyle k_{L}} verwendet.

### Reaktion hoher Geschwindigkeit im Vergleich zum Stofftransport
Für den Fall hoher Geschwindigkeit der Reaktion, im Vergleich zum Stofftransport von {\displaystyle {\ce {A}}} durch die Grenzschicht der flüssigen Phase ({\displaystyle Ha>3}), gelten die gleichen Gesetzmäßigkeiten wie in der Herleitung der Reaktion mittlerer Geschwindigkeit. Da der Cosinus hyperbolicus für Hatta-Zahlen größer als {\displaystyle 3} schnell sehr groß und mit steigender Reaktionsgeschwindigkeit {\displaystyle c_{A,\infty }} sehr klein wird, kann der rechte Term in der Klammer von {\displaystyle r_{\text{eff}}} vernachlässigt werden. Die effektive Reaktionsgeschwindigkeit ergibt sich demnach zu:
{\displaystyle r_{\text{eff}}={\frac {Ha}{\tanh(Ha)}}\cdot k_{L}\cdot a\cdot c_{A}^{*}}
Mit 
{\displaystyle E={\frac {Ha}{\tanh(Ha)}}}
Wobei {\displaystyle E} Verstärkungsfaktor genannt wird. Um zu verstehen, weshalb dieser Name für den vorherigen Ausdruck gewählt wurde, kann der Stoffmengenfluss von {\displaystyle {\ce {A}}} betrachtet werden ({\displaystyle r=J\cdot a}).
{\displaystyle J_{A}=E\cdot k_{L}\cdot c_{A}^{*}}
Dieser Ausdruck entspricht der Lösung des Ersten Fickschen Gesetzes für {\displaystyle c_{A,\infty }=0}. Der Stoffmengenfluss von {\displaystyle {\ce {A}}} wird durch die ablaufende Reaktion um den Faktor {\displaystyle E} verstärkt (Verstärkungsfaktor).